# アストヒク
アストヒク（アルメニア語：Աստղիկ、Astghik ）は、アルメニアで先史時代初期にアストヒク、一般にはアシャ、またはアストヒク、アストリクと呼ばれる異教の神として崇拝されていた愛と豊穣の神である。後に天上の光（星）の化身、戦神ヴァハグンの妻・恋人とされた。伝説によると、ノアの娘とされている。
異教期後期に、愛と美貌と水源と湖の神となった。全ての神の父アラマズド（太陽の擬人化）、地母神アナヒット（月の擬人化）と三位一体としてパンデオンで奉られた。ヘレニズムから影響をうけた期間では、ギリシア神話のアプロディーテーやメソポタミア神話のイシュタルと同一視された。
彼女の名前を短くするとアルメニア語でաստղ（astġ）となり「星」を意味し、インド・ヨーロッパ祖語の*h₂stḗrを介してサンスクリット語のSTRやアヴェスター語や英語のスター、ラテン語とイタリア語のアストロ・ステラ等の同根語である。

## 水の祭り（Vardavar）
もともとは7月中旬にアストヒクの祭りとして行われていたが、現在もイースターの14日前、主イエスの変容の祝日として執り行われている。この日はキリスト教布教以前のように、バラが飾られ、鳩を放ち、誰彼構わず健康と幸運を願い水を掛け合う。

### 慣習の由来
バラが飾られる理由は、ヴァハグンにバラを送った祝い、戦いで怪我をしたヴァハグンのために、花が咲き乱れる道を裸足で駆けつけ、その際の怪我から流れる血でバラが赤くなったためなど諸説ある。鳩を放ち、水を掛ける理由は、ノアの大洪水を生き残った幸運を祝うため、大洪水を忘れないため、水が穢れの浄化と癒しを与えるためなどの理由が伝えられている。

### 祀る神についての混乱
アストヒクの祭りとされているが、キリスト教の祝日となった現在ではアナヒットの祭り、もしくはどちらの神の祭りか不明とされるなど混乱がみられる。